# Női röplabdatorna a 2024. évi nyári olimpiai játékokon
A 2024. évi nyári olimpiai játékokon a női röplabdatornát július 28. és augusztus 11. között rendezték. A tornán 12 nemzet csapata vett részt. Az aranyérmes az olasz válogatott lett.

## Résztvevők
| Kvalifikáció módja                      | Dátum                  | Helyszín                         | Kvóta | Nemzet                                                                       |
| --------------------------------------- | ---------------------- | -------------------------------- | ----- | ---------------------------------------------------------------------------- |
| Rendező                                 | —                      | —                                | 1     | Franciaország (FRA)                                                          |
| FIVB női olimpiai kvalifikációs verseny | 2023. augusztus 16–24. | (A. csoport) Ningpo, Kína        | 2     | Dominikai Köztársaság (DOM) · Szerbia (SRB)                                  |
| FIVB női olimpiai kvalifikációs verseny | 2023. augusztus 16–24. | (B. csoport) Tokió, Japán        | 2     | Törökország (TUR) · Brazília (BRA)                                           |
| FIVB női olimpiai kvalifikációs verseny | 2023. augusztus 16–24. | (C. csoport) Łódź, Lengyelország | 2     | Egyesült Államok (USA) · Lengyelország (POL)                                 |
| Világranglista alapján                  | 2024. június 17.       | —                                | 5     | Olaszország (ITA) · Kína (CHN) · Japán (JPN) · Hollandia (NED) · Kenya (KEN) |
| Összesen                                | Összesen               | Összesen                         | 12    |                                                                              |

## Lebonyolítás
Új lebonyolítás szerint rendezték a tornát. A csapatok három darab négycsapatos csoportot alkottak, amelyekben körmérkőzéseket játszottak. A csoportokból az első két helyezett és a két legjobb csoportharmadik jutott negyeddöntőbe, ahonnan egyenes kieséses rendszerben folytatódott a torna.

## Csoportkör
Pontszám
- Ha a mérkőzésnek 3–0 vagy 3–1 lett a végeredménye, akkor a győztes 3, a vesztes 0 pontot kapott.
- Ha a mérkőzésnek 3–2 lett a végeredménye, akkor a győztes 2, a vesztes 1 pontot kapott.

### A csoport
| Hely. | Csapat                 | M | Gy | V | Pont | Sz+ | Sz– | SzA   | P+  | P–  | PA    | Továbbjutás |
| ----- | ---------------------- | - | -- | - | ---- | --- | --- | ----- | --- | --- | ----- | ----------- |
| 1.    | Kína (CHN)             | 3 | 3  | 0 | 8    | 9   | 3   | 3,000 | 273 | 245 | 1,114 | Negyeddöntő |
| 2.    | Egyesült Államok (USA) | 3 | 2  | 1 | 6    | 8   | 5   | 1,600 | 286 | 278 | 1,029 | Negyeddöntő |
| 3.    | Szerbia (SRB)          | 3 | 1  | 2 | 4    | 6   | 6   | 1,000 | 267 | 253 | 1,055 | Negyeddöntő |
| 4.    | Franciaország (FRA)    | 3 | 0  | 3 | 0    | 0   | 9   | 0,000 | 183 | 233 | 0,785 |             |

| 2024. július 29. 17:00 | Egyesült Államok (USA)                          | 2–3 | Kína (CHN) | South Paris Arena 1, Párizs Nézőszám: 9434 Játékvezető: Sumie Myoi (JPN), Karina Rene (ARG) |
| 2024. július 29. 17:00 | (20–25, 19–25, 25–17, 25–20, 13–15) Jegyzőkönyv |     |            | South Paris Arena 1, Párizs Nézőszám: 9434 Játékvezető: Sumie Myoi (JPN), Karina Rene (ARG) |

| 2024. július 29. 21:00 | Franciaország (FRA)               | 0–3 | Szerbia (SRB) | South Paris Arena 1, Párizs Nézőszám: 9350 Játékvezető: Nurper Özbar (TUR), Epaminondas Gerothodoros (GRE) |
| 2024. július 29. 21:00 | (17–25, 17–25, 22–25) Jegyzőkönyv |     |               | South Paris Arena 1, Párizs Nézőszám: 9350 Játékvezető: Nurper Özbar (TUR), Epaminondas Gerothodoros (GRE) |

| 2024. július 31. 17:00 | Egyesült Államok (USA)                          | 3–2 | Szerbia (SRB) | South Paris Arena 1, Párizs Nézőszám: 9384 Játékvezető: Juraj Mokrý (SVK), Karina Rene (ARG) |
| 2024. július 31. 17:00 | (25–17, 25–20, 20–25, 14–25, 17–15) Jegyzőkönyv |     |               | South Paris Arena 1, Párizs Nézőszám: 9384 Játékvezető: Juraj Mokrý (SVK), Karina Rene (ARG) |

| 2024. augusztus 1. 21:00 | Franciaország (FRA)               | 0–3 | Kína (CHN) | South Paris Arena 1, Párizs Nézőszám: 9434 Játékvezető: Wael Kandil (EGY), Ivaylo Ivanov (BUL) |
| 2024. augusztus 1. 21:00 | (18–25, 16–25, 19–25) Jegyzőkönyv |     |            | South Paris Arena 1, Párizs Nézőszám: 9434 Játékvezető: Wael Kandil (EGY), Ivaylo Ivanov (BUL) |

| 2024. augusztus 4. 13:00 | Franciaország (FRA)               | 0–3 | Egyesült Államok (USA) | South Paris Arena 1, Párizs Nézőszám: 9402 Játékvezető: Ivaylo Ivanov (BUL), Scott Dziewirz (CAN) |
| 2024. augusztus 4. 13:00 | (27–29, 27–29, 20–25) Jegyzőkönyv |     |                        | South Paris Arena 1, Párizs Nézőszám: 9402 Játékvezető: Ivaylo Ivanov (BUL), Scott Dziewirz (CAN) |

| 2024. augusztus 4. 17:00 | Kína (CHN)                               | 3–1 | Szerbia (SRB) | South Paris Arena 1, Párizs Nézőszám: 9395 Játékvezető: Karina Rene (ARG), Angela Grass (BRA) |
| 2024. augusztus 4. 17:00 | (21–25, 25–20, 25–22, 25–23) Jegyzőkönyv |     |               | South Paris Arena 1, Párizs Nézőszám: 9395 Játékvezető: Karina Rene (ARG), Angela Grass (BRA) |

### B csoport
| Hely. | Csapat              | M | Gy | V | Pont | Sz+ | Sz– | SzA   | P+  | P–  | PA    | Továbbjutás |
| ----- | ------------------- | - | -- | - | ---- | --- | --- | ----- | --- | --- | ----- | ----------- |
| 1.    | Brazília (BRA)      | 3 | 3  | 0 | 9    | 9   | 0   | MAX   | 238 | 165 | 1,442 | Negyeddöntő |
| 2.    | Lengyelország (POL) | 3 | 2  | 1 | 6    | 6   | 4   | 1,500 | 244 | 230 | 1,061 | Negyeddöntő |
| 3.    | Japán (JPN)         | 3 | 1  | 2 | 3    | 4   | 6   | 0,667 | 226 | 224 | 1,009 |             |
| 4.    | Kenya (KEN)         | 3 | 0  | 3 | 0    | 0   | 9   | 0,000 | 136 | 225 | 0,604 |             |

| 2024. július 28. 13:00 | Lengyelország (POL)                      | 3–1 | Japán (JPN) | South Paris Arena 1, Párizs Nézőszám: 9162 Játékvezető: Karina Rene (ARG), Ziling Wang (CHN) |
| 2024. július 28. 13:00 | (20–25, 25–22, 25–23, 28–26) Jegyzőkönyv |     |             | South Paris Arena 1, Párizs Nézőszám: 9162 Játékvezető: Karina Rene (ARG), Ziling Wang (CHN) |

| 2024. július 29. 13:00 | Brazília (BRA)                    | 3–0 | Kenya (KEN) | South Paris Arena 1, Párizs Nézőszám: 9275 Játékvezető: Wang Ziling (CHN), Juraj Mokrý (SVK) |
| 2024. július 29. 13:00 | (25–14, 25–13, 25–12) Jegyzőkönyv |     |             | South Paris Arena 1, Párizs Nézőszám: 9275 Játékvezető: Wang Ziling (CHN), Juraj Mokrý (SVK) |

| 2024. július 31. 21:00 | Lengyelország (POL)               | 3–0 | Kenya (KEN) | South Paris Arena 1, Párizs Nézőszám: 9447 Játékvezető: Angela Grass (BRA), Wael Kandil (EGY) |
| 2024. július 31. 21:00 | (25–14, 25–17, 25–15) Jegyzőkönyv |     |             | South Paris Arena 1, Párizs Nézőszám: 9447 Játékvezető: Angela Grass (BRA), Wael Kandil (EGY) |

| 2024. augusztus 1. 13:00 | Brazília (BRA)                    | 3–0 | Japán (JPN) | South Paris Arena 1, Párizs Nézőszám: 9410 Játékvezető: Epaminondas Gerothodoros (GRE), Nurper Özbar (TUR) |
| 2024. augusztus 1. 13:00 | (25–20, 25–17, 25–18) Jegyzőkönyv |     |             | South Paris Arena 1, Párizs Nézőszám: 9410 Játékvezető: Epaminondas Gerothodoros (GRE), Nurper Özbar (TUR) |

| 2024. augusztus 3. 13:00 | Japán (JPN)                       | 3–0 | Kenya (KEN) | South Paris Arena 1, Párizs Nézőszám: 9439 Játékvezető: Hamid Al-Rousi (UAE), Angela Grass (BRA) |
| 2024. augusztus 3. 13:00 | (25–17, 25–22, 25–12) Jegyzőkönyv |     |             | South Paris Arena 1, Párizs Nézőszám: 9439 Játékvezető: Hamid Al-Rousi (UAE), Angela Grass (BRA) |

| 2024. augusztus 4. 21:00 | Brazília (BRA)                    | 3–0 | Lengyelország (POL) | South Paris Arena 1, Párizs Nézőszám: 9505 Játékvezető: Fabrice Collados (FRA), Denny Cespedes (DOM) |
| 2024. augusztus 4. 21:00 | (25–21, 38–36, 25–14) Jegyzőkönyv |     |                     | South Paris Arena 1, Párizs Nézőszám: 9505 Játékvezető: Fabrice Collados (FRA), Denny Cespedes (DOM) |

### C csoport
| Hely. | Csapat                      | M | Gy | V | Pont | Sz+ | Sz– | SzA   | P+  | P–  | PA    | Továbbjutás |
| ----- | --------------------------- | - | -- | - | ---- | --- | --- | ----- | --- | --- | ----- | ----------- |
| 1.    | Olaszország (ITA)           | 3 | 3  | 0 | 9    | 9   | 1   | 9,000 | 253 | 199 | 1,271 | Negyeddöntő |
| 2.    | Törökország (TUR)           | 3 | 2  | 1 | 5    | 6   | 6   | 1,000 | 250 | 262 | 0,954 | Negyeddöntő |
| 3.    | Dominikai Köztársaság (DOM) | 3 | 1  | 2 | 3    | 5   | 7   | 0,714 | 264 | 284 | 0,930 | Negyeddöntő |
| 4.    | Hollandia (NED)             | 3 | 0  | 3 | 1    | 3   | 9   | 0,333 | 260 | 282 | 0,922 |             |

| 2024. július 28. 9:00 | Olaszország (ITA)                        | 3–1 | Dominikai Köztársaság (DOM) | South Paris Arena 1, Párizs Nézőszám: 9368 Játékvezető: Nurper Özbar (TUR), Angela Grass (BRA) |
| 2024. július 28. 9:00 | (25–19, 24–26, 25–21, 25–18) Jegyzőkönyv |     |                             | South Paris Arena 1, Párizs Nézőszám: 9368 Játékvezető: Nurper Özbar (TUR), Angela Grass (BRA) |

| 2024. július 29. 9:00 | Törökország (TUR)                               | 3–2 | Hollandia (NED) | South Paris Arena 1, Párizs Nézőszám: 9471 Játékvezető: Denny Cespedes (DOM), Stefano Cesare (ITA) |
| 2024. július 29. 9:00 | (19–25, 19–25, 25–22, 25–22, 15–13) Jegyzőkönyv |     |                 | South Paris Arena 1, Párizs Nézőszám: 9471 Játékvezető: Denny Cespedes (DOM), Stefano Cesare (ITA) |

| 2024. augusztus 1. 9:00 | Törökország (TUR)                        | 3–1 | Dominikai Köztársaság (DOM) | South Paris Arena 1, Párizs Nézőszám: 9465 Játékvezető: Karina Rene (ARG), Denny Cespedes (DOM) |
| 2024. augusztus 1. 9:00 | (21–25, 25–18, 25–22, 25–15) Jegyzőkönyv |     |                             | South Paris Arena 1, Párizs Nézőszám: 9465 Játékvezető: Karina Rene (ARG), Denny Cespedes (DOM) |

| 2024. augusztus 1. 17:00 | Olaszország (ITA)                 | 3–0 | Hollandia (NED) | South Paris Arena 1, Párizs Nézőszám: 9400 Játékvezető: Angela Grass (BRA), Sumie Myoi (JPN) |
| 2024. augusztus 1. 17:00 | (29–27, 25–18, 25–19) Jegyzőkönyv |     |                 | South Paris Arena 1, Párizs Nézőszám: 9400 Játékvezető: Angela Grass (BRA), Sumie Myoi (JPN) |

| 2024. augusztus 3. 9:00 | Hollandia (NED)                          | 1–3 | Dominikai Köztársaság (DOM) | South Paris Arena 1, Párizs Nézőszám: 9433 Játékvezető: Scott Dziewirz (CAN), Ivaylo Ivanov (BUL) |
| 2024. augusztus 3. 9:00 | (25–22, 21–25, 17–25, 26–28) Jegyzőkönyv |     |                             | South Paris Arena 1, Párizs Nézőszám: 9433 Játékvezető: Scott Dziewirz (CAN), Ivaylo Ivanov (BUL) |

| 2024. augusztus 4. 9:00 | Olaszország (ITA)                 | 3–0 | Törökország (TUR) | South Paris Arena 1, Párizs Nézőszám: 9384 Játékvezető: Sumie Myoi (JPN), Hamid Al-Rousi (UAE) |
| 2024. augusztus 4. 9:00 | (25–14, 25–16, 25–21) Jegyzőkönyv |     |                   | South Paris Arena 1, Párizs Nézőszám: 9384 Játékvezető: Sumie Myoi (JPN), Hamid Al-Rousi (UAE) |

### Rangsorolás
Az egyenes kieséses szakaszra a csapatok rangsorolása az alábbi táblázatban elfoglalt pozíciók szerint történik.
| Hely. | Grp | Csapat                      | M | Gy | V | Pont | Sz+ | Sz– | SzA   | P+  | P–  | PA    | Továbbjutás                 |
| ----- | --- | --------------------------- | - | -- | - | ---- | --- | --- | ----- | --- | --- | ----- | --------------------------- |
| 1.    | B   | Brazília (BRA)              | 3 | 3  | 0 | 9    | 9   | 0   | MAX   | 238 | 165 | 1,442 | Csoportelsők                |
| 2.    | C   | Olaszország (ITA)           | 3 | 3  | 0 | 9    | 9   | 1   | 9,000 | 253 | 199 | 1,271 | Csoportelsők                |
| 3.    | A   | Kína (CHN)                  | 3 | 3  | 0 | 8    | 9   | 3   | 3,000 | 277 | 249 | 1,112 | Csoportelsők                |
|       |     |                             |   |    |   |      |     |     |       |     |     |       |                             |
| 4.    | A   | Egyesült Államok (USA)      | 3 | 2  | 1 | 6    | 8   | 5   | 1,600 | 286 | 278 | 1,029 | Csoportmásodikok            |
| 5.    | B   | Lengyelország (POL)         | 3 | 2  | 1 | 6    | 6   | 4   | 1,500 | 244 | 230 | 1,061 | Csoportmásodikok            |
| 6.    | C   | Törökország (TUR)           | 3 | 2  | 1 | 5    | 6   | 6   | 1,000 | 250 | 262 | 0,954 | Csoportmásodikok            |
|       |     |                             |   |    |   |      |     |     |       |     |     |       |                             |
| 7.    | A   | Szerbia (SRB)               | 3 | 1  | 2 | 4    | 6   | 6   | 1,000 | 271 | 257 | 1,054 | Két legjobb csoportharmadik |
| 8.    | C   | Dominikai Köztársaság (DOM) | 3 | 1  | 2 | 3    | 5   | 7   | 0,714 | 264 | 284 | 0,930 | Két legjobb csoportharmadik |
| 9.    | B   | Japán (JPN)                 | 3 | 1  | 2 | 3    | 4   | 6   | 0,667 | 226 | 224 | 1,009 |                             |
|       |     |                             |   |    |   |      |     |     |       |     |     |       |                             |
| 10.   | C   | Hollandia (NED)             | 3 | 0  | 3 | 1    | 3   | 9   | 0,333 | 260 | 282 | 0,922 |                             |
| 11.   | A   | Franciaország (FRA) (R)     | 3 | 0  | 3 | 0    | 0   | 9   | 0,000 | 183 | 233 | 0,785 |                             |
| 12.   | B   | Kenya (KEN)                 | 3 | 0  | 3 | 0    | 0   | 9   | 0,000 | 136 | 225 | 0,604 |                             |

## Egyenes kieséses szakasz
|  |              |                             |                        |                        |   |                        |                        |                |                |               |               |       |       |
|  | Negyeddöntők | Negyeddöntők                | Negyeddöntők           |                        |   | Elődöntők              | Elődöntők              | Elődöntők      |                |               | Döntő         | Döntő | Döntő |
|  | Negyeddöntők | Negyeddöntők                | Negyeddöntők           |                        |   | Elődöntők              | Elődöntők              | Elődöntők      |                |               | Döntő         | Döntő | Döntő |
|  | augusztus 6. |                             |                        |                        |   |                        |                        |                |                |               |               |       |       |
|  |              |                             |                        |                        |   |                        |                        |                |                |               |               |       |       |
|  | 1.           | Brazília (BRA)              | 3                      |                        |   |                        |                        |                |                |               |               |       |       |
|  | 1.           | Brazília (BRA)              | 3                      | augusztus 8.           |   |                        |                        |                |                |               |               |       |       |
|  | 8.           | Dominikai Köztársaság (DOM) | 0                      |                        |   |                        |                        |                |                |               |               |       |       |
|  | 8.           | Dominikai Köztársaság (DOM) | 0                      |                        |   | Brazília (BRA)         | Brazília (BRA)         | 2              |                |               |               |       |       |
|  | augusztus 6. |                             |                        |                        |   | Brazília (BRA)         | Brazília (BRA)         | 2              |                |               |               |       |       |
|  |              |                             | Egyesült Államok (USA) | Egyesült Államok (USA) | 3 |                        |                        |                |                |               |               |       |       |
|  | 4.           | Egyesült Államok (USA)      | Egyesült Államok (USA) | Egyesült Államok (USA) | 3 | 3                      |                        |                |                |               |               |       |       |
|  | 4.           | Egyesült Államok (USA)      |                        |                        |   | 3                      | augusztus 11.          |                |                |               |               |       |       |
|  | 5.           | Lengyelország (POL)         | 0                      |                        |   |                        |                        |                |                |               |               |       |       |
|  | 5.           | Lengyelország (POL)         | 0                      |                        |   | Egyesült Államok (USA) | Egyesült Államok (USA) | 0              |                |               |               |       |       |
|  | augusztus 6. |                             |                        |                        |   | Egyesült Államok (USA) | Egyesült Államok (USA) | 0              |                |               |               |       |       |
|  |              |                             | Olaszország (ITA)      | Olaszország (ITA)      | 3 |                        |                        |                |                |               |               |       |       |
|  | 2.           | Kína (CHN)                  | Olaszország (ITA)      | Olaszország (ITA)      | 3 | 2                      |                        |                |                |               |               |       |       |
|  | 2.           | Kína (CHN)                  | augusztus 8.           |                        |   | 2                      |                        |                |                |               |               |       |       |
|  | 7.           | Törökország (TUR)           | 3                      |                        |   |                        |                        |                |                |               |               |       |       |
|  | 7.           | Törökország (TUR)           | 3                      |                        |   | Törökország (TUR)      | Törökország (TUR)      | 0              | Bronzmérkőzés  | Bronzmérkőzés | Bronzmérkőzés |       |       |
|  | augusztus 6. |                             |                        |                        |   | Törökország (TUR)      | Törökország (TUR)      | 0              | Bronzmérkőzés  | Bronzmérkőzés | Bronzmérkőzés |       |       |
|  |              |                             | Olaszország (ITA)      | Olaszország (ITA)      | 3 |                        |                        | augusztus 10.  | augusztus 10.  | augusztus 10. |               |       |       |
|  | 3.           | Olaszország (ITA)           | Olaszország (ITA)      | Olaszország (ITA)      | 3 | 3                      |                        | augusztus 10.  | augusztus 10.  | augusztus 10. |               |       |       |
|  | 3.           | Olaszország (ITA)           |                        |                        |   |                        |                        | Brazília (BRA) | Brazília (BRA) | 3             |               |       |       |
|  | 6.           | Szerbia (SRB)               | 0                      |                        |   |                        |                        | Brazília (BRA) | Brazília (BRA) | 3             |               |       |       |
|  | 6.           | Szerbia (SRB)               | 0                      |                        |   | Törökország (TUR)      | Törökország (TUR)      | 1              |                |               |               |       |       |
|  |              |                             |                        |                        |   | Törökország (TUR)      | Törökország (TUR)      | 1              |                |               |               |       |       |

### Negyeddöntők
| 2024. augusztus 6. 9:00 | Kína (CHN)                                      | 2–3 | Törökország (TUR) | South Paris Arena 1, Párizs Nézőszám: 9271 Játékvezető: Scott Dziewirz (CAN), Hamid Al-Rousi (UAE) |
| 2024. augusztus 6. 9:00 | (25–23, 21–25, 24–26, 25–21, 12–15) Jegyzőkönyv |     |                   | South Paris Arena 1, Párizs Nézőszám: 9271 Játékvezető: Scott Dziewirz (CAN), Hamid Al-Rousi (UAE) |

| 2024. augusztus 6. 13:00 | Brazília (BRA)                    | 3–0 | Dominikai Köztársaság (DOM) | South Paris Arena 1, Párizs Nézőszám: 9271 Játékvezető: Sumie Myoi (JPN), Stefano Cesare (ITA) |
| 2024. augusztus 6. 13:00 | (25–22, 25–13, 25–17) Jegyzőkönyv |     |                             | South Paris Arena 1, Párizs Nézőszám: 9271 Játékvezető: Sumie Myoi (JPN), Stefano Cesare (ITA) |

| 2024. augusztus 6. 17:00 | Egyesült Államok (USA)            | 3–0 | Lengyelország (POL) | South Paris Arena 1, Párizs Nézőszám: 9244 Játékvezető: Karina Rene (ARG), Vladimir Simonović (SUI) |
| 2024. augusztus 6. 17:00 | (25–22, 25–14, 25–20) Jegyzőkönyv |     |                     | South Paris Arena 1, Párizs Nézőszám: 9244 Játékvezető: Karina Rene (ARG), Vladimir Simonović (SUI) |

| 2024. augusztus 6. 21:00 | Olaszország (ITA)                 | 3–0 | Szerbia (SRB) | South Paris Arena 1, Párizs Nézőszám: 9253 Játékvezető: Fabrice Collados (FRA), Epaminondas Gerothodoros (GRE) |
| 2024. augusztus 6. 21:00 | (26–24, 25–20, 25–20) Jegyzőkönyv |     |               | South Paris Arena 1, Párizs Nézőszám: 9253 Játékvezető: Fabrice Collados (FRA), Epaminondas Gerothodoros (GRE) |

### Elődöntők
| 2024. augusztus 8. 16:00 | Brazília (BRA)                                  | 2–3 | Egyesült Államok (USA) | South Paris Arena 1, Párizs Nézőszám: 9253 Játékvezető: Juraj Mokrý (SVK), Karina Rene (ARG) |
| 2024. augusztus 8. 16:00 | (23–25, 25–18, 15–25, 25–23, 11–15) Jegyzőkönyv |     |                        | South Paris Arena 1, Párizs Nézőszám: 9253 Játékvezető: Juraj Mokrý (SVK), Karina Rene (ARG) |

| 2024. augusztus 8. 20:00 | Törökország (TUR)                 | 0–3 | Olaszország (ITA) | South Paris Arena 1, Párizs Nézőszám: 9309 Játékvezető: Wojciech Maroszek (POL), Sumie Myoi (JPN) |
| 2024. augusztus 8. 20:00 | (22–25, 19–25, 22–25) Jegyzőkönyv |     |                   | South Paris Arena 1, Párizs Nézőszám: 9309 Játékvezető: Wojciech Maroszek (POL), Sumie Myoi (JPN) |

### Bronzmérkőzés
| 2024. augusztus 10. 17:15 | Brazília (BRA)                           | 3–1 | Törökország (TUR) | South Paris Arena 1, Párizs Nézőszám: 9151 Játékvezető: Sumie Myoi (JPN), Karina Rene (ARG) |
| 2024. augusztus 10. 17:15 | (25–21, 27–25, 22–25, 25–15) Jegyzőkönyv |     |                   | South Paris Arena 1, Párizs Nézőszám: 9151 Játékvezető: Sumie Myoi (JPN), Karina Rene (ARG) |

### Döntő
| 2024. augusztus 11. 13:00 | Egyesült Államok (USA)            | 0–3 | Olaszország (ITA) | South Paris Arena 1, Párizs Nézőszám: 9340 Játékvezető: Fabrice Collados (FRA), Wojciech Maroszek (POL) |
| 2024. augusztus 11. 13:00 | (18–25, 20–25, 17–25) Jegyzőkönyv |     |                   | South Paris Arena 1, Párizs Nézőszám: 9340 Játékvezető: Fabrice Collados (FRA), Wojciech Maroszek (POL) |

| A 2024. évi nyári olimpiai játékok női röplabdatornájának olimpiai bajnoka |
| · OLASZORSZÁG · 1. cím                                                     |
| -------------------------------------------------------------------------- |

## Végeredmény
| Helyezés | Csapat                      |
| -------- | --------------------------- |
| Arany    | Olaszország (ITA)           |
| Ezüst    | Egyesült Államok (USA)      |
| Bronz    | Brazília (BRA)              |
| 4.       | Törökország (TUR)           |
| 5.       | Kína (CHN)                  |
| 6.       | Lengyelország (POL)         |
| 7.       | Szerbia (SRB)               |
| 8.       | Dominikai Köztársaság (DOM) |
| 9.       | Japán (JPN)                 |
| 10.      | Hollandia (NED)             |
| 11.      | Franciaország (FRA)         |
| 12.      | Kenya (KEN)                 |